# Bembecia
Bembecia é um gênero de traça pertencente à família Brachodidae.